# Bisher habt ihr nichts gebeten in meinem Namen
Bisher habt ihr nichts gebeten in meinem Namen (Jusqu’à présent vous n’avez rien demandé en mon nom) (BWV 87), est une cantate religieuse de Jean-Sébastien Bach composée à Leipzig en 1725 pour le cinquième dimanche après Pâques qui cette année tombait le 6 mai. Pour cette destination liturgique, une autre cantate a franchi le seuil de la postérité : la BWV 86.

## Histoire et livret
Bach compose cette cantate à Leipzig durant son deuxième cycle annuel à l’occasion du cinquième dimanche après Pâques appelé « Rogate ». Ce terme latin signifie « demandez » et ce dimanche était souvent l'occasion de processions destinées à demander que les récoltes soient bonnes. Les lectures prescrites pour ce dimanche sont tirées de l'épître de Jacques, « Täter des Wortes, nicht nur Hörer » (chapitre 1, verset 22–27) et de l'évangile selon Jean, du discours d'adieu de Jésus, « les prières seront exaucées », (chapitre 16, verset 23–30). Durant sa deuxième année, Bach a composé des cantates chorales entre le premier dimanche après la Trinité et les Rameaux mais retourne pour Pâques à des cantates aux textes plus variés, peut-être parce qu'il a perdu son librettiste. La cantate est la troisième d'une série de neuf pour la période située entre Pâques et la Pentecôte, basées sur des textes de Christiana Mariana von Ziegler,. Ses cantates pour cette période traitent de la « compréhension de la souffrance de Jésus au sein d'un contexte de victoire et d'amour, exprimant sans cesse davantage comment est surmontée la détresse du monde », selon Eric Chafe. Le texte commence, comme le font plusieurs autres de la période, par un solo de basse en tant que vox Christi qui prononce une citation de l'Évangile. La poétesse l'interprète comme un reproche. Les dernières lignes du deuxième mouvement, une aria, sont une paraphrase d'un autre verset évangélique. Un récitatif n'est pas inclus dans l'édition imprimée. Alfred Dürr suppose que Bach l'a écrit lui-même afin d'améliorer la liaison avec la citation suivante de l'Évangile dans le cinquième mouvement. La poétesse reprend la neuvième strophe du cantique Selig ist die Seele (1659) du théologien Heinrich Müller pour le choral final,.
Bach dirige la première représentation le 6 mai 1725.

## Structure et instrumentation
La cantate est écrite pour deux hautbois, hautbois d'amour, deux violons, alto, basse continue, trois solistes (alto, ténor, basse) et chœur à quatre voix.
Il y a sept mouvements :
1. aria (basse) : Bisher habt ihr nichts gebeten in meinem Namen
2. récitatif (alto) : O Wort, das Geist und Seel erschreckt
3. aria (alto) : Vergib, o Vater, unsre Schuld
4. récitatif (ténor) : Wenn unsre Schuld bis an den Himmel steigt
5. aria (basse) : In der Welt habt ihr Angst
6. aria (ténor) : Ich will leiden, ich will schweigen
7. chœur : Muß ich sein betrübet?

## Musique
Comme pour la cantate écrite pour la même occasion durant la première année de Bach à Leipzig, Wahrlich, wahrlich, ich sage euch (BWV 86), le texte commence par les mots de Jésus dans l'Évangile, chantés par la basse en tant que vox Christi, accompagnée par les cordes et doublée par les hautbois. La forme en est libre et sans titre mais ressemble à une fugue parce que les instruments entrent en imitation et la voix chante un thème similaire,.
Un récitatif secco mène à une aria de l'alto avec deux hautbois da caccia obbligato. La demande de pardon (« Pardonne, ô Père, nos fautes ») est illustrée par des motifs de gémissements. Le second récitatif est accompagné par les cordes et se termine en arioso sur les mots Drum suche mich zu trösten (« donc cherche à me consoler »). Dans le cinquième mouvement, la basse rapporte une autre parole de Jésus dans l’Évangile, In der Welt habt ihr Angst; aber seid getrost, ich habe die Welt überwunden (« Dans le monde vous avez peur, mais soyez consolés, j'ai vaincu le monde »). La musique est grave, la voix, accompagnée du seul continuo, se réfère à la Passion comme prix  de la « consolation ». Christoph Wolff note l'« insistance presque comparable à un cantique au moyen d'une déclamation arioso mesurée... Dans le cinquième mouvement central, Bach réduit l'accompagnement au continuo, autre moyen de souligner l'importance des paroles de Jésus ». En réponse, la dernière aria exprime la joie dans la souffrance. Son ambiance pastorale créée par un rythme ponctué en une mesure à 12/8, a été comparée à la sinfonia qui introduit la deuxième partie de l' Oratorio de Noël. Le choral de clôture sur la mélodie de Jesu, meine Freude de Johann Crüger est disposé pour quatre parties,.

## Source
- (en) Cet article est partiellement ou en totalité issu de l’article de Wikipédia en anglais intitulé « Bisher habt ihr nichts gebeten in meinem Namen, BWV 87 » (voir la liste des auteurs).